# غلامحسین دانشی

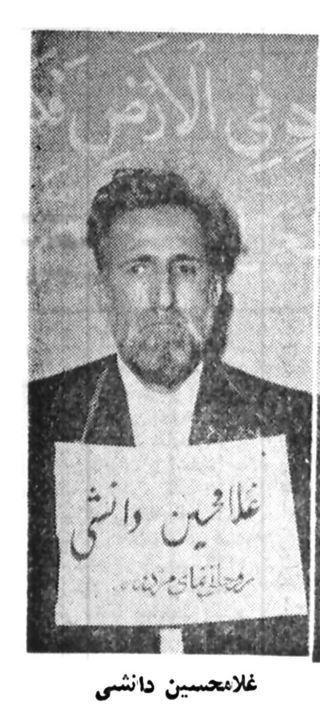
غلامحسین دانشی در دادگاه ۲۲ اسفند ۵۷ پیش از اجرای حکم اعدام

غلامحسین دانشی (زاده ۱۳۱۵ در آبادان – اعدام ۲۲ اسفند ۱۳۵۷ در زندان قصر، تهران) روحانی، سیاستمدار و از مجریان برنامه‌های مذهبی رادیو تلویزیون ملی ایران و نماینده مردم آبادان در مجلس شورای ملی بود.
پس از آنکه سید روح‌الله خمینی دستور داد مجلس شورای ملی برای همراهی با انقلاب باید تعطیل شود، دانشی در مجلس خطاب به خمینی اعلام کرد: ما اجازه تعطیلی مجلس را نمی‌دهیم و به این یاوه گویی‌ها و حرکت خرابکاران در خیابان پاسخ می‌دهیم.
در تاریخ هشتم بهمن ۱۳۵۷ وی، هنگامی که با اتومبیل خود از خیابان دماوند می‌گذشت، هدف گلوله سید حسین علم‌الهدی و هادی کرمی از اعضای سازمان موحدین قرار گرفت، که از درون یک اتومبیل پژو سبز رنگ، سه گلوله به طرف اتومبیل دانشی شلیک کردند. دو گلوله به بدنه اتومبیل اصابت کرد و گلوله سوم پس از سوراخ کردن شیشه اتومبیل، وارد کتف او شد. پس از این سوءقصد، وی به بیمارستان ۲۵ شهریور منتقل شد و تحت عمل جراحی قرار گرفت.
او پس از پیروزی انقلاب بازداشت و در روز سه شنبه ۲۲ اسفند ۵۷ محاکمه و به حکم صادق خلخالی به اتهام فساد فی الارض و محاربه با خدا و خلق خدا به اعدام محکوم شد و حکم در همان روز اجرا و دانشی به همراه ۱۱ تن دیگر در زندان قصر تیرباران شد.
از غلامحسین دانشی نقل است که پیش از خروج محمدرضا پهلوی از ایران، به شاپور بختیار هشدار داده بود:
 «بختیار اگر اصرار به رفتن شاهنشاه بکند، هم مملکت می‌رود، هم بختیار می‌رود و هم ایران می‌رود»